# 110
110（百十、ひゃくじゅう）は自然数、また整数において、109の次で111の前の数である。

## 性質
- 110は合成数であり、約数は 1, 2, 5, 10, 11, 22, 55, 110 である。
  - 約数の和は216。
    - 自身を除く約数の和は106より83番目の不足数である。1つ前は109、次は111。
    - 約数の和が立方数になる4番目の数である。1つ前は102、次は142。
- 8番目の楔数である。1つ前は105、次は114。
  - 楔数が3連続平方和になる最小の数である。次は434。
  - 楔数がハーシャッド数になる5番目の数である。1つ前は102、次は114。
- 110 = 10 × 11
  - 10番目の矩形数である。1つ前は90、次は132。
  - 110 = 101 + 102 = 112 − 111
    - 10の自然数乗の和とみたとき1つ前は10、次は1110。

  - 110 = 2 + 4 + 6 + 8 + 10 + 12 + 14 + 16 + 18 + 20
- 1102 + 1 = 12101 であり、n2 + 1 の形で素数を生む20番目の数である。1つ前は94、次は116。
- 110 = 52 + 62 + 72
  - 3連続整数の平方和で表せる5番目の数である。1つ前は77、次は149。
    - 3連続整数の平方和がハーシャッド数になる2番目の数である。1つ前は50、次は770。

  - n = 2 のときの 5n + 6n + 7n の値とみたとき1つ前は18、次は684。(オンライン整数列大辞典の数列 A074571)
  - 110 = 12 + 32 + 102 = 22 + 52 + 92 = 52 + 62 + 72
    - 3つの平方数の和3通りで表せる8番目の数である。1つ前は101、次は114。(オンライン整数列大辞典の数列 A025323)
    - 異なる3つの平方数の和3通りで表せる2番目の数である。1つ前は101、次は126。(オンライン整数列大辞典の数列 A025341)
    - 110 = 22 + 52 + 92
      - n = 2 のときの 2n + 5n + 9n の値とみたとき1つ前は16、次は862。(オンライン整数列大辞典の数列 A074540)

  - 110 = 32 + 42 + 62 + 72
    - n = 2 のときの 3n + 4n + 6n + 7n の値とみたとき1つ前は20、次は650。
    - 110 = (5+1/2)2 + (7+1/2)2 + (11+1/2)2 + (13+1/2)2
- 1/110 = 0.009… (下線部は循環節で長さは2)
  - 逆数が循環小数になる数で循環節が2になる9番目の数である。1つ前は99、次は132。(オンライン整数列大辞典の数列 A070022)
- 36番目のハーシャッド数である。1つ前は108、次は111。
  - 2を基としたときの3番目のハーシャッド数である。1つ前は 20、次は 200 。
  - 110, 111, 112 の3連続でハーシャッド数となる最も小さい数を表す9番目の数である。ただし1桁の数を除くと最小。1つ前は8、次は510。(オンライン整数列大辞典の数列 A154701)
    - n連続でハーシャッド数となる最も小さな数を表す3番目の数である。1つ前は20 (2連続)、次は510 (4連続)。ただし1桁の数を除く。(オンライン整数列大辞典の数列 A060159)

  - ハーシャッド数が11の倍数になる最小の数である。次は132。
- 位取り記数法において、110(n) を何進法で表記しても、110(n) は必ずハーシャッド数となる。これは、110(n) が何進法でも各位の和である2で割り切れるため。
- 約数の和が110になる数は1個ある。(109) 約数の和1個で表せる27番目の数である。1つ前は102、次は112。
- 各位の和が2になる5番目の数である。1つ前は101、次は200。

## その他 110 に関連すること
- 日本における、警察への緊急通報用電話番号（110番）。正式名称「警察通報用電話」。これにちなんで1月10日は110番の日とされる。またドイツや中国などでも警察への緊急通報用番号に割り当てられている。
- 『ダイヤル110番』は、日本初の刑事ドラマである（日本テレビ放送網が1957年に制作した）。
- 110フィルムは写真フィルムの規格の1つ。一般に「ワンテン」と呼ばれる。1970年代に普及した小型カメラ向けのカートリッジ入りフィルム。
- 110メートルハードル（陸上競技）
- メッサーシュミット Bf110はドイツの戦闘機。
- 第110代天皇は後光明天皇。
- 第110代ローマ教皇はステファヌス5世（在位：885年9月〜891年9月14日）である。
- クルアーンにおける第110番目のスーラは援助である。
- 原子番号110の元素はダームスタチウム (Ds) 。
- 国鉄の蒸気機関車、110形。
- 珍寿：110歳のお祝い。その由来は、文字通り珍しい事から。
- TCP/IPでは受信メールサーバのプロトコルPOP3のポート番号。
- JR東日本の気動車:キハ110系
- 空母信濃の母体となった大和型戦艦三番艦は、建造中は110号艦と呼ばれていた。